# Récif Maro
Pour les articles homonymes, voir Maro.
La récif Maro (en anglais Maro Reef, en hawaïen Nalukākala) est un atoll de corail en grande partie submergée située dans les îles hawaïennes du Nord-Ouest. Il fut découvert en 1820 par le capitaine Joseph Allen du navire Maro, d'où le récif tire son nom. Avec une superficie totale de 1,935 km2, c'est plus grand récif corallien des îles hawaïennes. Il comprend 37 espèces de  corail Scleractinia.
Contrairement à la plupart des atolls, le corail s'étend du centre vers l'extérieur comme les rayons d'une roue. Situé à environ 1 370 km au nord-ouest d'Honolulu, le récif Maro comprend environ 4 000 m2 de terre émergées mais qui peuvent être recouvertes lors de certaines marées. Certains scientifiques pensent qu'il « est peut-être sur le point de couler » car les récifs sont détachés et sont vulnérables aux vagues de forte tempête